# برنارد ليخ
برنارد ليخ (بالفرنسية: Bernard Lech)‏ هو لاعب كرة قدم فرنسي في مركز الوسط، ولد في 5 أكتوبر 1946 في مونتيجني إن جوهيل في فرنسا. لعب مع إي أس نانسي وستاد ريمس ونادي أنجيه ونادي باريس ونادي لانس.

## وصلات خارجية
- برنارد ليخ على موقع قاعدة بيانات كرة القدم.إي يو (الإنجليزية)
- برنارد ليخ على موقع عالم كرة القدم.نت (الإنجليزية)